# Notopterisinae
De Notopterisinae zijn een onderfamilie van vleermuizen uit de familie van de vleerhonden (Pteropodidae). De onderfamilie telt één geslacht.

## Indeling
De onderfamilie telt één geslacht.
- Notopteris